# Takemusu Aikido Scandinavia
Takemusu Aikido Scandinavia består av ett nätverk av klubbar som tränar aikido på det sätt som gjordes av Morihiro Saito. Klubbarna tillhör Aikikai.
Representanter för nätverket är Ulf Evenås, Lars-Göran Andersson, Ethan Weisgaard och Keith Olen Barger. Senpai är Torben Bech Dyrberg, Lars Landberg, Fredrik Ohlin, Ronny Irekvist och Svante Lenkel.